# A Szmokinger
 A Szmokinger 2002-ben bemutatott akció-kémfilm Jackie Chan főszereplésével. A klasszikus kémfilmek kifigurázásaként született műben Jimmy Tong, a taxisofőr hihetetlen kalandokba kerül, miután munkaadója, Clark Devlin titkosügynök balesetet szenved.

## Cselekmény
Jimmy Tong taxisofőr, aki híres arról, hogy a közlekedési szabályokat meglehetősen lazán értelmezve a lehető legrövidebb idő alatt juttatja célba kuncsaftjait. Tehetségére hamar felfigyelnek, és egyik napról a másikra a gazdag, de rejtélyes Clark Devlin személyi sofőrje lesz. Jimmy nem tudja, mi Clark valódi munkája, de remekül megértik egymást és barátok lesznek. Devlin egy titkosügynök, aki a kormánynak dolgozik, és egy merényletkísérlet miatt átmenetileg kómába esik. Nem hagy mást hátra Jimmynek, mint jegyzeteket, egy szót: vízipoloska (amit Jimmy tévesen Virzy Polovkának ért, és azt hiszi, hogy egy személy), és egy órát, amely a szmokingját képes kontrollálni.
Nem akármilyen szmoking ez: viselőjének természetfeletti képességeket tud kölcsönözni. Jimmynek fel kell vennie, hogy utánajárhasson, kik próbálták megölni Clark Devlint. A merénylet mögött a Banning Corporation áll, élén a milliárdos Dietrich Banning-gel. Terve az, hogy vízipoloskákkal megfertőzve átveszi az uralmat a világ vízkészletének ellenőrzése felett. A poloskák egy speciális baktériummal vannak megfertőzve, amelyek ha bejutnak az emberi szervezetbe, teljesen dehidratálják azt. Jimmy társa a titkosszolgálat részéről a tudós, de a terepmunkán bizonyítani akaró Del Blaine lesz. A nő alig várta, hogy Clark Devlinnel dolgozzon, a hírneve miatt – azt azonban nem tudja, hogy a szerencsétlenkedő Jimmy igazából nem Devlin. Először furcsának és idegesítőnek találja őt, majd csalónak, amikor rájön valódi identitására. Elkobozza a szmokingot, és elviszi azt Banningnek, eljátszva azt, hogy köpönyegforgató, és átáll az ő oldalára. 
Jimmy már épp visszamenne taxisofőrnek, amikor rájön, hogy Devlin rendelt egy második szmokingot is, épen Jimmynek, mert annyira megbízik benne. Ezt látván Jimmy ismét felveszi a harcot. Összecsap Banninggel annak bázisán, és végül legyőzi őt, éppen vízipoloskái segítségével.
Hálából hőstetteiért, a titkosszolgálat és Devlin egy különleges akció keretein belül segítenek Jimmynek, hogy végre megszólíthassa álmai nőjét. Az akció azonban balul üt ki, miután Blaine és Devlin összevesznek a rádiós instruálása közben. Vigasztalván őt, Blaine elmondja neki, hogy még egy férfi sem tett meg soha annyit érte, mint ő. Jimmy erre csak annyit mond, hogy sokkal kedvesebbnek kellene lennie, ha azt akarja, hogy valaha fiúja legyen. Kölcsönös szimpátiájukat kifejezve egymás iránt, végül elmennek egy kávéra.

## Szereplők
| Karakter     | Színész              | Magyar hang        |
| ------------ | -------------------- | ------------------ |
| Jimmy Tong   | Jackie Chan          | Kassai Károly      |
| Del Blaine   | Jennifer Love Hewitt | Solecki Janka      |
| Clark Devlin | Jason Isaacs         | Kautzky Armand     |
| Banning      | Ritchie Coster       | Csankó Zoltán      |
| Steena       | Debi Mazar           | Kisfalvi Krisztina |
| Dr. Simms    | Peter Stormare       | Háda János         |
| Cheryl       | Mia Cottet           | Erdős Borcsa       |
| Mitch        | Romany Malco         | Király Attila      |

## Filmzene
1. Jimmy's Tux (2:50)
2. Skateboard Chase (2:00)
3. Mad Bike Messenger (1:04)
4. Jimmy's Dream (:48)
5. Main Title – "The Tuxedo" (3:01)
6. First Mission (2:54)
7. Swallow The Queen (2:25)
8. Demolition (1:20)
9. Putting on Tux (1:59)
10. Demolition Program (1:02)
11. Rope Fight (2:58)
12. Rope Fight (2:14)
13. Superhuman (1:39)
14. Walter Strider (1:21)
15. High Noon (:49)
16. Banning Opens The Pods (2:29)
17. Banning Swallows Queen (:49)
18. Jimmy Saves Blaine (1:50)
19. Get Up (I Feel Like Being a Sex Machine) – James Brown (3:19)